# ابرقدرت

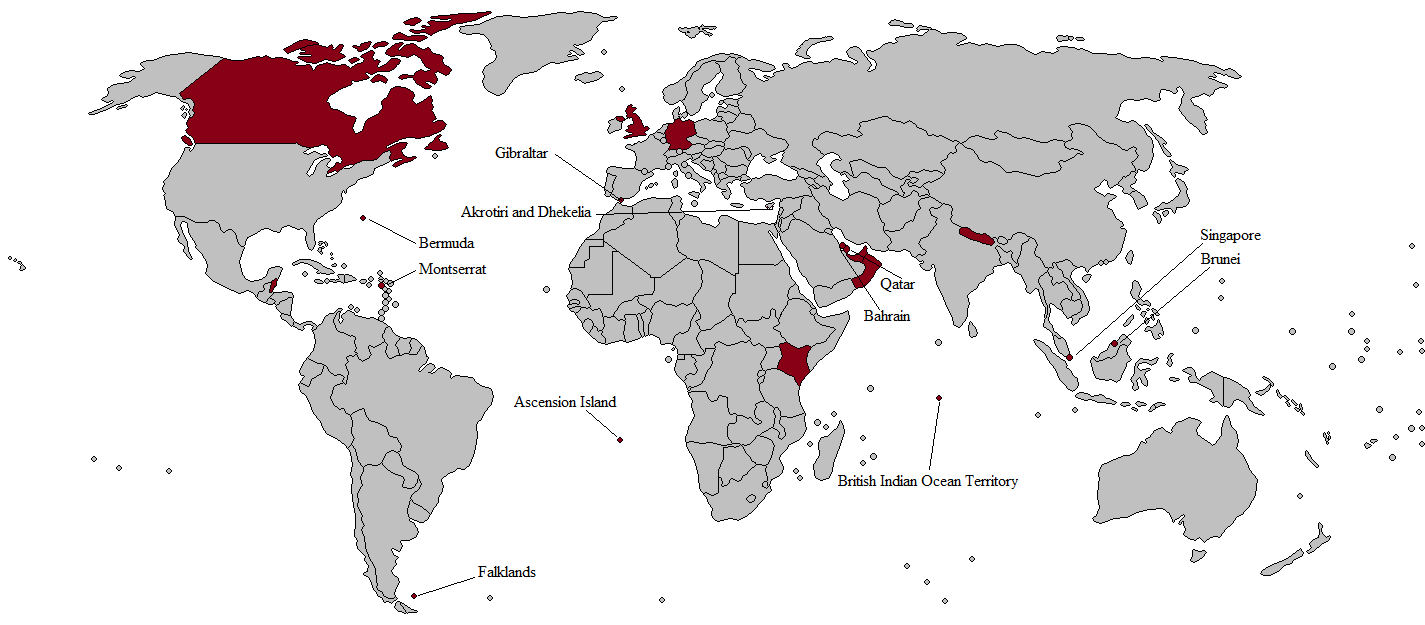
نقشه‌ای از پایگاه‌های نظامی بریتانیا در سراسر جهان

ابرقدرت به کشوری که دارای موقعیت ممتاز در روابط بین‌الملل و اثرگذاری در طرح‌ها و رخدادها در مقیاس منطقه‌ای یا جهانی است گفته می‌شود. به‌طور سنتی، ابرقدرت مرحله بالاتر از قدرت بزرگ جهانی محسوب می‌شود. آلیس لایمن میلر (استاد رشته امور امنیت ملی در مرکز کارشناسی ارشد نیروی دریایی آمریکا) ابرقدرت را کشوری توصیف می‌کند که دارای توانایی لازم برای اثرگذاری در هر نقطه از جهان باشد؛ حتی در برخی مواقع این توانایی‌ها را برای استفاده در چندین منطقه از جهان به‌طور هم‌زمان داشته باشد و قادر به ایجاد یک سلطه‌گری در جهان باشد.

## تاریخ و تعریف

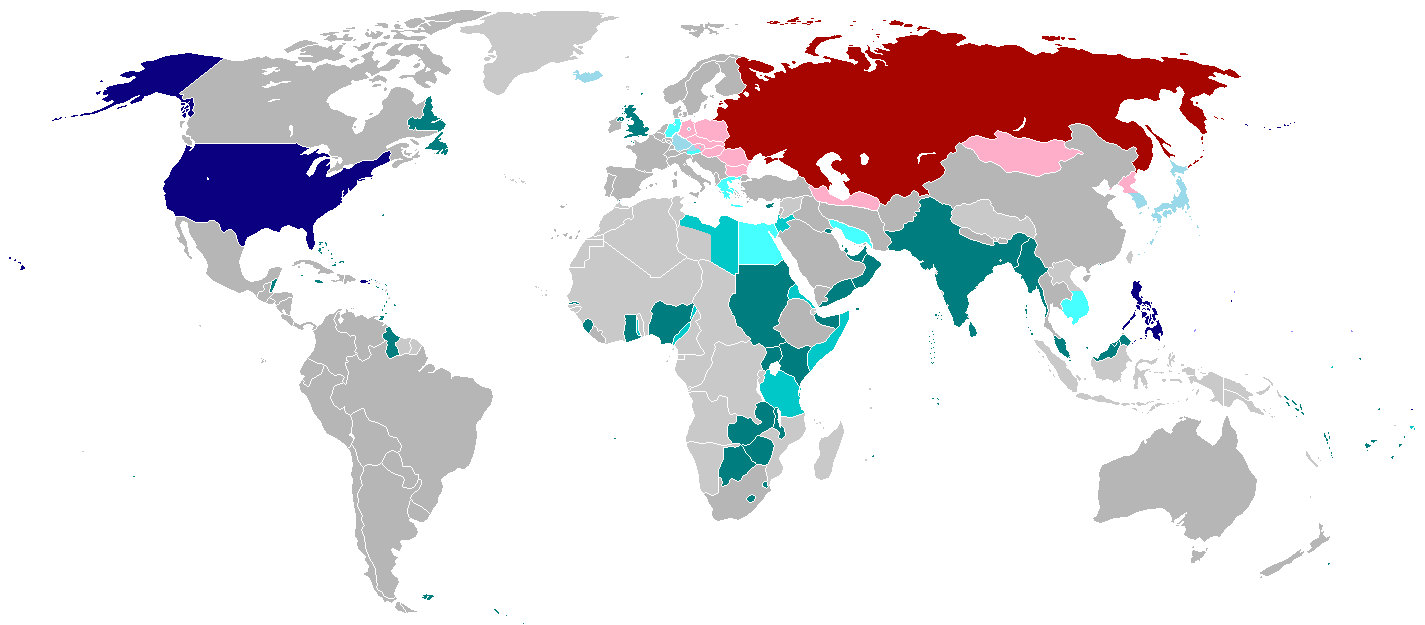
وضعیت ابرقدرت‌های جهان به همراه مستعمره‌ها و مناطق زیر نفوذشان تا پایان جنگ جهانی دوم:
ایالات متحده آمریکا
اتحاد جماهیر شوروی
امپراتوری بریتانیا

در تاریخ نخستین بار در اوایل سال ۱۹۴۵ میلادی در طول جنگ جهانی دوم، کشورهای ایالات متحده آمریکا، اتحاد جماهیر شوروی و امپراتوری بریتانیا ابرقدرت‌های جهان آن روز بودند. در طول جنگ سرد، امپراتوری بریتانیا در بحران سوئز از ارتش مصر شکست خورد و از ابرقدرتی ساقط شد. از این‌رو در ادامه، تنها ایالات متحده آمریکا و اتحاد جماهیر شوروی مسلط به همه امور جهانی بودند و توانایی تأثیرگذاری گسترده در جهان را داشتند. در پایان جنگ سرد، اتحاد جماهیر شوروی نیز فروپاشید. کارشناسان سیاسی به این نتیجه رسیدند که ایالات متحده آمریکا با توجه به فروپاشی شوروی و برتری همه‌جانبه آن در اموری مثل نظامی، اقتصادی، علمی و سیاسی این کشور تنها ابرقدرت جهان است.

نقشه‌ای از پایگاه‌های نظامی آمریکا در جهان در سال ۲۰۱۶

آمریکا در تمام زمینه‌ها مانند حوزه نظامی، اقتصادی، صنعتی، علمی، فضایی، غذایی، سلامت، سیاسی، آموزش و ورزش با اختلاف بر بقیه کشورهای جهان برتری دارد. اما کشورهایی نیز هستند که در عرصه‌های مختلف رقبایی جدی برای آمریکا محسوب می‌شوند. رقیبان قدرتمندی مانند اتحادیه اروپا، بریتانیا، روسیه، چین و ژاپن در حوزه‌های اقتصادی، نظامی، علمی و سیاسی می‌توانند برای آمریکا در آینده مشکل ساز باشند و ابرقدرتی این کشور را به چالش بکشند. با این وجود، کارشناسان بر این عقیده‌اند که هر کدام از این رقیبان فقط در برخی عرصه‌ها می‌توانند با آمریکا رقابت کنند؛ مانند روسیه که فقط در عرصه نظامی می‌تواند با آمریکا رقابت کند یا چین که فعلاً در عرصه اقتصادی رقیب آمریکا است. اما انتظار می‌رود که چین در آینده‌ای نزدیک در حوزه‌های مختلف بتواند با آمریکا رقابت تنگاتنگی داشته باشد.
در مجموع، فعلاً کشور مستقلی نمی‌تواند در تمام معیارها با آمریکا به رقابت بپردازد و این کشورها نیاز به ایجاد پیمان با هم دارند تا بتوانند رقابتی در تمام حوزه‌ها با آمریکا داشته باشند.

## فهرست ابرقدرت‌های کنونی
| کشور                | جمعیت         | نقشه |
| ------------------- | ------------- | ---- |
| چین                 | ۱٬۴۰۸٬۲۸۰٬۰۰۰ |      |
| روسیه               | ۱۴۶٬۰۲۸٬۳۲۵   |      |
| ایالات متحده آمریکا | ۳۴۰٬۱۱۰٬۹۸۸   |      |
| بریتانیا            | ۶۸٬۲۶۵٬۲۰۹    |      |

## ابرقدرت‌های تاریخ

امپراتوری بریتانیا (قرمز) و امپراتوری مغول (آبی)

- شاهنشاهی هخامنشی

- شاهنشاهی اشکانی

- جمهوری روم

- امپراتوری روم

- شاهنشاهی ساسانی

- امپراتوری بیزانس

- خلافت راشدین

- خلافت اموی

- خلافت عباسی

- امپراتوری مغول

- امپراتوری تیموری

- امپراتوری عثمانی

- امپراتوری اسپانیا

- امپراتوری پرتغال

- ایران صفوی

- امپراتوری بریتانیا

- امپراتوری روسیه

- امپراتوری ژاپن

- اتحاد جماهیر شوروی